# Urakawa
Urakawa (浦河町, Urakawa-chō) est un bourg du district d'Urakawa, situé dans la sous-préfecture de Hidaka, sur l'île de Hokkaidō, au Japon.

## Géographie
Urakawa est le chef-lieu de la sous-préfecture de Hidaka.

### Démographie
Au 31 mars 2015, la population d'Urakawa s'élevait à 13 160 habitants répartis sur une superficie de 694,26 km2. Un tiers de la population est pensionné.

### Climat
| Mois                                             | jan.       | fév.       | mars       | avril     | mai       | juin      | jui.      | août      | sep.      | oct.      | nov.      | déc.       | année      |
| ------------------------------------------------ | ---------- | ---------- | ---------- | --------- | --------- | --------- | --------- | --------- | --------- | --------- | --------- | ---------- | ---------- |
| Température minimale moyenne (°C)                | −5,7       | −5,6       | −2,5       | 1,8       | 6,4       | 10,7      | 15,3      | 17,4      | 14,4      | 8,3       | 2,5       | −3,1       | 5          |
| Température moyenne (°C)                         | −2,4       | −2,1       | 0,9        | 5,2       | 9,7       | 13,5      | 17,7      | 19,9      | 17,7      | 12,3      | 6,1       | 0,1        | 8,2        |
| Température maximale moyenne (°C)                | 0,9        | 1,2        | 4,4        | 8,9       | 13,5      | 16,9      | 20,7      | 23        | 21,4      | 16,2      | 9,8       | 3,6        | 11,7       |
| Record de froid (°C) date du record              | −15,5 1979 | −14,8 1942 | −13,1 1986 | −8,1 1929 | −2,5 1929 | 2,3 1963  | 6,5 1931  | 8,9 1980  | 1,9 1969  | −1,3 1964 | −7,9 1971 | −13,1 1937 | −15,5 1979 |
| Record de chaleur (°C) date du record            | 10,9 1964  | 10,9 1979  | 16,5 1969  | 21 2001   | 23,5 1951 | 27,2 1980 | 30,7 2021 | 31,2 1989 | 29,9 2012 | 23,7 1994 | 19,1 2004 | 14,3 1968  | 31,2 1989  |
| Ensoleillement (h)                               | 142        | 160,8      | 194,2      | 187,9     | 187,2     | 145       | 115,6     | 136       | 163,4     | 172,2     | 121,7     | 113,2      | 1 839,1    |
| Précipitations (mm)                              | 34         | 28,9       | 48,8       | 77,9      | 125,3     | 95,9      | 141,5     | 161,6     | 144,4     | 117,7     | 83,4      | 59         | 1 118,3    |
| dont neige (cm)                                  | 41         | 35         | 19         | 1         | 0         | 0         | 0         | 0         | 0         | 0         | 4         | 28         | 128        |
| Nombre de jours avec précipitations              | 7,7        | 6,7        | 7,4        | 9,4       | 10,4      | 8,6       | 10,7      | 10,1      | 10        | 10,8      | 12,1      | 11         | 114,9      |
| dont nombre de jours avec précipitations ≥ 10 mm | 0,7        | 0,7        | 1,5        | 2,7       | 3,8       | 3         | 4,5       | 5         | 4,6       | 3,6       | 2,3       | 1,5        | 33,8       |
| Humidité relative (%)                            | 65         | 68         | 72         | 78        | 83        | 90        | 92        | 90        | 84        | 75        | 69        | 65         | 78         |
| Nombre de jours avec neige                       | 11,7       | 10,1       | 5,1        | 0,5       | 0         | 0         | 0         | 0         | 0         | 0         | 1,3       | 8,2        | 36,9       |
| Nombre de jours d'orage                          | 0,2        | 0,1        | 0,1        | 0,2       | 0,8       | 0,8       | 1,2       | 1         | 1,7       | 2,4       | 2,1       | 0,9        | 11,5       |
| Nombre de jours avec brouillard                  | 0,1        | 0,8        | 2,2        | 4,7       | 10,2      | 14,3      | 16,2      | 9         | 1,4       | 1         | 0,6       | 0,1        | 60,1       |

| Diagramme climatique                                  |             |             |            |              |              |               |             |               |              |            |           |
| J                                                     | F           | M           | A          | M            | J            | J             | A           | S             | O            | N          | D         |
| 0,9−5,734                                             | 1,2−5,628,9 | 4,4−2,548,8 | 8,91,877,9 | 13,56,4125,3 | 16,910,795,9 | 20,715,3141,5 | 2317,4161,6 | 21,414,4144,4 | 16,28,3117,7 | 9,82,583,4 | 3,6−3,159 |
| Moyennes : • Temp. maxi et mini °C • Précipitation mm |             |             |            |              |              |               |             |               |              |            |           |

## Économie
La population active de la ville se répartit de façon égale entre pêcheurs et exploitation d'algues d'une part, et élevage de chevaux d'autre part. Jusqu'en 1945, la région fournissait les chevaux de la garde impériale ; après guerre, elle s'est convertie dans l’élevage de cheveux de course, mais cette activité est en déclin. En 2013, le plus grand employeur privé de la ville est le Urakawa Red Cross Hospital.

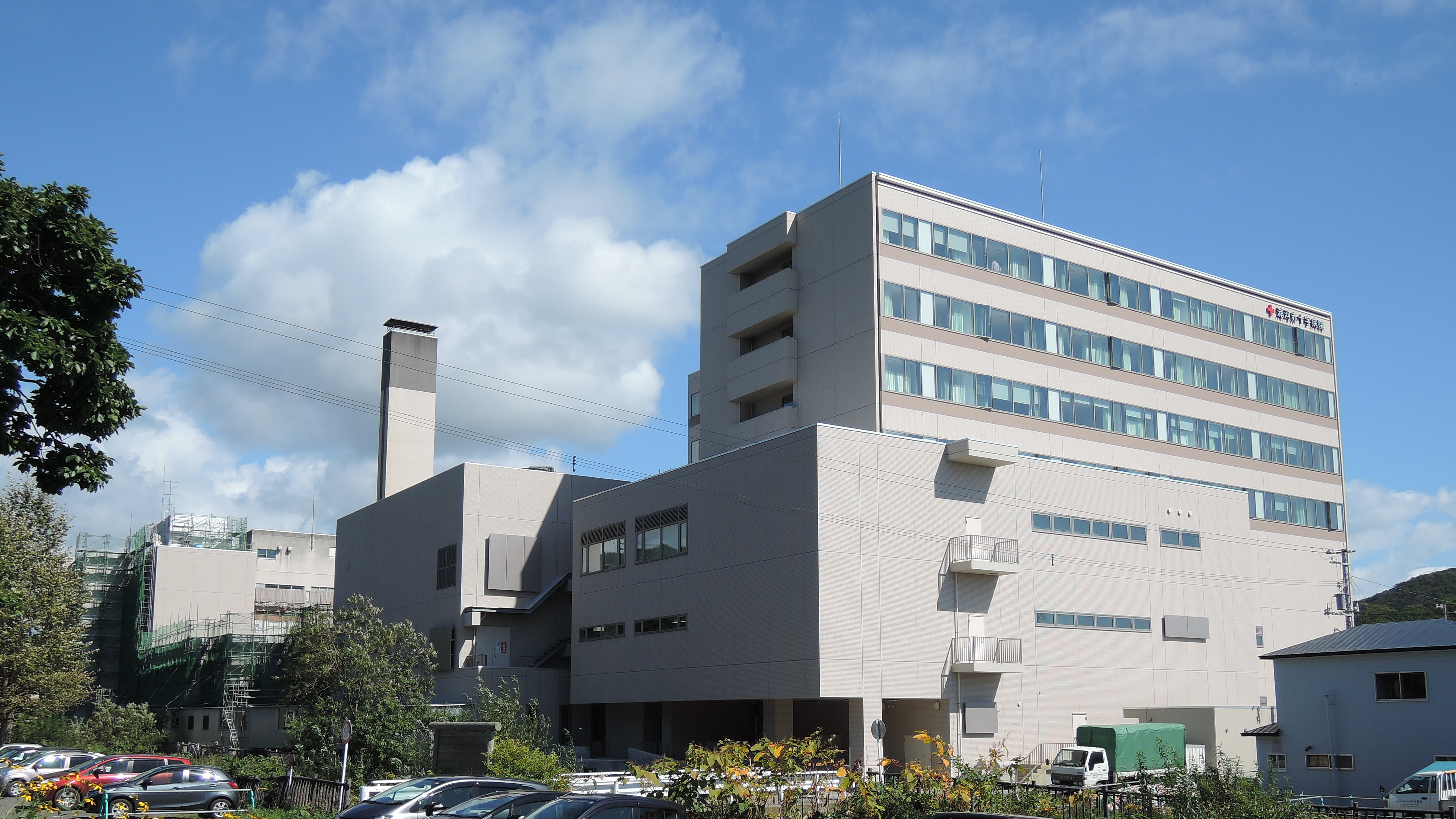
Urakawa Red Cross Hospital.
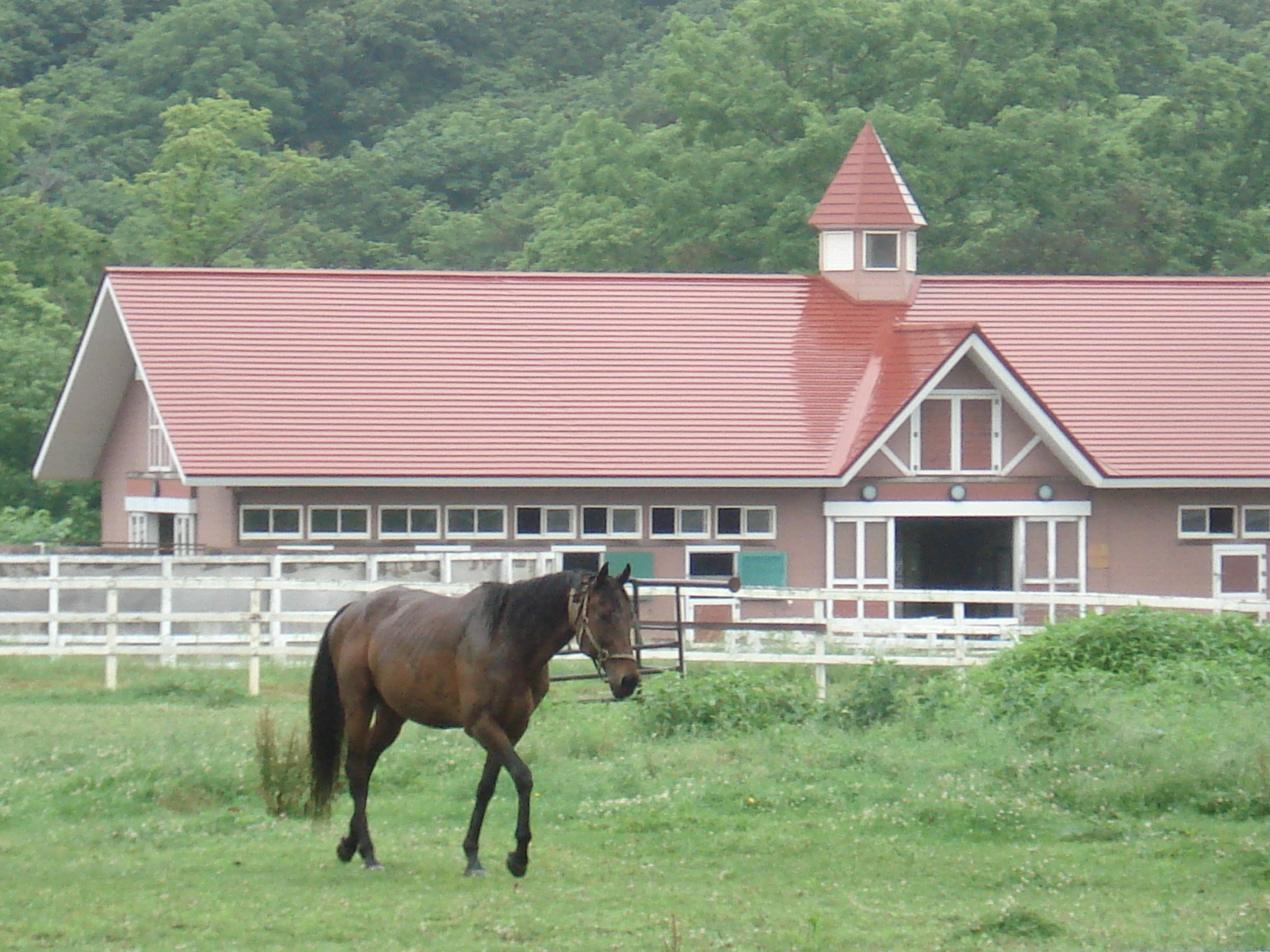
Élevage de chevaux à Urakawa.